# Cerambyx bifasciatus
Cerambyx bifasciatus là một loài bọ cánh cứng trong họ Cerambycidae.